# Ján Filip
Ján Filip (18. července 1918 Lučatín – 13. července 1944 Malborough) byl slovenský palubní radiotelegrafista a střelec 311. československé bombardovací perutě.

## Život

### Před druhou světovou válkou
Ján Filip se narodil 18. července 1918 v Lučatíně u Banské Bystrice v rodině Michala a Emílie Filipových. Absolvoval pět ročníků obecné školy, čtyři ročníky školy měšťanské a tři ročníky školy pokračovací. Živil se jako automechanik. 

### Druhá světová válka
Po rozpadu Československa opustil Ján Filip v květnu 1939 nově vzniklý Slovenský stát a odešel do Francie, kde vstoupil do cizinecké legie. Po vypuknutí druhé světové války byl ze svazku uvolněn a 26. září 1939 prezentován v Agde u zde vznikající jednotky Československé armády v zahraničí. Zařazen byl do 1. pěšího pluku. Po pádu Francie v červnu 1940 se evakuoval do Spojeného království. Zde byl 27. července 1940 degradován na vojína, vyloučen z Československé armády a předán britským úřadům. Zpět byl po abolici opět přijat 5. října 1942 a o den později pak do Royal Air Force. Následně nastoupil do výcviku na palubního střelce a radiotelegrafistu, který probíhal mj. v Kanadě a na Bahamách. Po jeho ukončení byl 15. května 1944 přičleněn k 311. československé bombardovací peruti. Jako její příslušník se účastnil protiponorkových a protilodních hlídkových letů nad oceánem. Dne 13. července 1944 a tedy v období bezprostředně po vylodění v Normandii byl členem posádky stroje Consolidated B-24 Liberator GR Mk.V BZ717 L pod velením Ludvíka Koška, který odstartoval společně se dvěma jinými letouny k hlídkovému letu nad Lamanšským průlivem. Z důvodu špatného počasí byla mise přerušena. Při návratu se Ludvík Košek rozhodl sletět pod mraky a zorientovat se, vletěl ovšem do mlhy a narazil u města Malborough do svahu. Celá posádka zahynula. Ján Filip byl pohřben na hřbitově Weston Mill v Plymouthu.

## Posmrtná ocenění
- Ján Filip byl in memoriam povýšen do hodnosti majora